# Kooyong

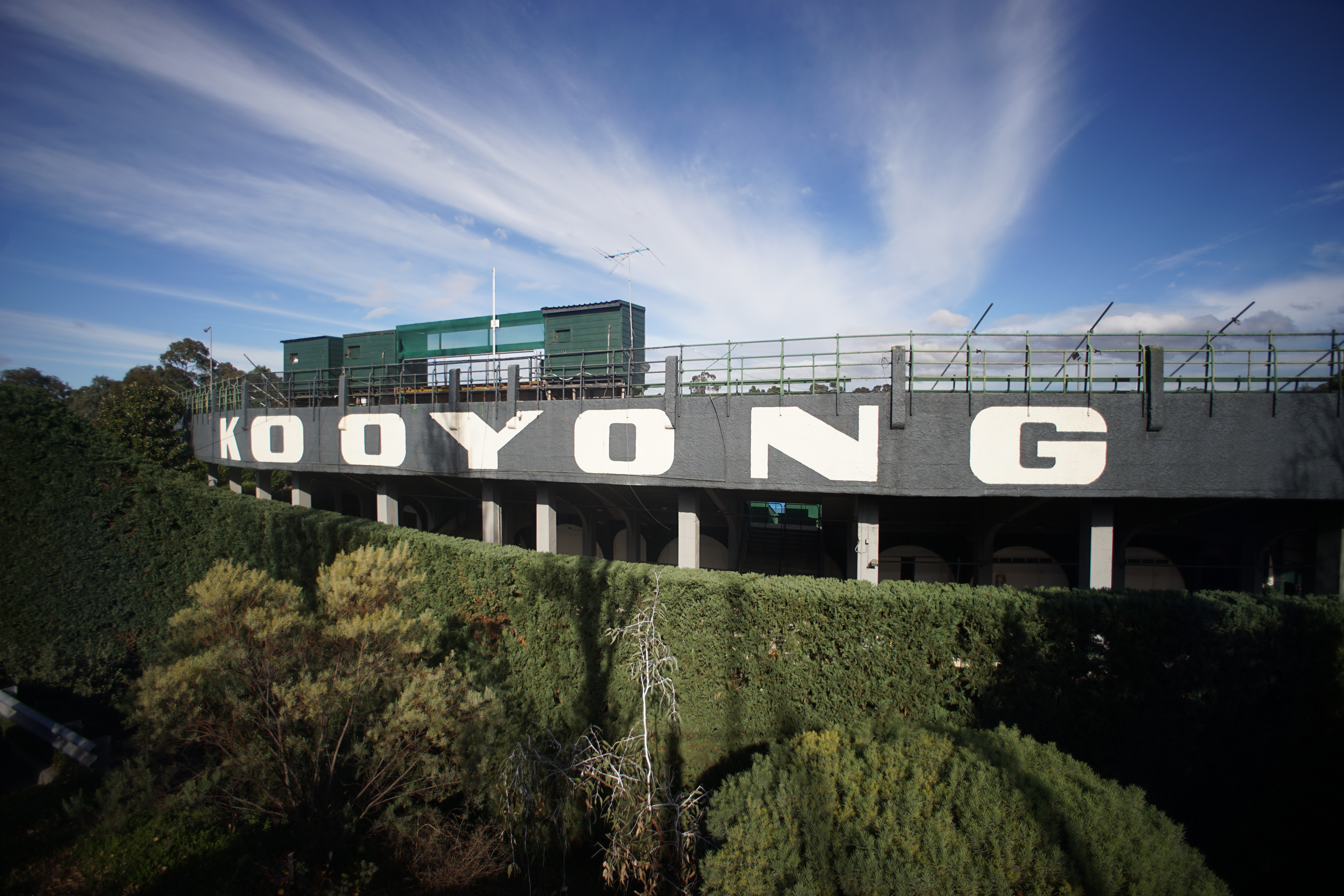
Das Kooyong Tennisstadium in Melbourne, Australien (2014)

Kooyong ist ein Stadtteil der australischen Metropole Melbourne. Er gehört zum Verwaltungsgebiet von Stonnington City und befindet sich etwa 6 km südöstlich der Stadtmitte.
Der Name ist der Bezeichnung aus der Sprache der Aborigines für den Bach Kooyongkoot (heute Gardiners Creek) entlehnt und bedeutet vermutlich Rastplatz/Aufenthaltsort der Wildvögel.
Bis 1987 wurden im örtlichen Kooyong Stadium die Australian Open abgehalten. Seit 1988 findet dort das Vorbereitungsturnier Kooyong Classic statt.